# Peter Hook
Peter Hook (13 de febrero de 1956) es un famoso empresario discográfico, bajista, cantante, y autor británico. Fue bajista de Joy Division y New Order. Actualmente es el vocalista y bajista de Peter Hook and The Light.
Hook fue cofundador de la banda inglesa de post-punk Joy Division junto con Bernard Sumner a mediados de 1970, y tras la muerte de su vocalista Ian Curtis la banda se reformó bajo el nombre New Order. Hook tocó el bajo con ellos hasta su salida en 2007. En 2011, la banda se reunió sin Hook. También ha grabado un álbum con Revenge (One True Passion), dos álbumes con Monaco (Music for Pleasure y Monaco) y un álbum con Freebass (It's A Beautiful Life) como bajista, teclista y vocalista principal.

## Primeros años
Nació como Peter Woodhead en Salford, Lancashire, sus padres Irene Acton (1928-2000, y desde 1962 Irene Hook), y John Woodhead. Cuando tenía 3 años, en 1959, sus padres se divorciaron y él y sus hermanos fueron criados por su abuela materna Alicia Acton (nacida Chapman; 1896-1968) hasta 1962, cuando su madre volvió a casarse con Ernest W. Hook. Al igual que su compañero de banda Bernard Sumner, tomó el apellido de su padrastro, aunque al contrario que su amigo lo mantuvo, incluso la creación de su apodo, "Hooky", del mismo. Debido al trabajo de su padrastro, pasó parte de su infancia en Jamaica antes de regresar a Salford.

## Estilo
Hook ha dicho que él desarrolló sus líneas altas de bajo cuando empezó a tocar con Joy Division porque el amplificador que utilizó inicialmente (comprado a su antiguo profesor de arte por 10 libras) era tan pobre que tuvo que tocar muy alto para poder escuchar lo que estaba haciendo, además el volumen de la guitarra de Bernard Sumner era muy alto.
Con el uso creciente del bajo sintetizado secuenciado de New Order, especialmente durante la mayor parte de Technique (1989) y Republic (1993), el bajo de Hook se volvió cada vez más melódico y rítmico, a menudo explotando las notas más altas en sus bajos.
Hook también contribuyó en los coros de varias canciones de Joy Division en los conciertos y cantó a dúo con Ian Curtis en las versiones en directo de la canción "Interzone". Él canta en dos canciones de New Order ("Dreams Never End" y "Doubts Even Here" del álbum debut Movement).

## Instrumentos
En sus comienzos con Warsaw y Joy Division, Peter estuvo usando copias de aclamados modelos de bajos. En su época de Warsaw, tocó con una réplica de una Gibson EB 0 (aunque la misma página web de Gibson la indica como si hubiese el modelo verdadero), y poco después, en Joy Division, usó otra de Rickenbacker, de una marca llamada Hondo. En los días finales de Joy Division, comenzó a usar una Yamaha BB1200 y un Shergold Marathon, este último de 6 cuerdas, siendo ambos usados también con New Order.

## Otros trabajos
En 1984, Hook grabó el sencillo "Telstar" con la banda Ad Infinitum, que estaba integrado por él y los miembros de Stockholm Monsters.
A finales de 1980, Hook también trabajó como productor para bandas como Inspiral Carpets y The Stone Roses. En 2003 contribuyó con el bajo en varias canciones del álbum de Hybrid, Morning Sci-Fi, incluyendo el sencillo "True to Form". Hook también es copropietaria del estudio de grabación Suite Sixteen antiguamente Cargo Studios que Hook compró con Chris Hewitt en 1984. Cargo and Suite Sixteen en Kenion St Rochdale fueron los grandes estudios de la historia de la música punk y el post-punk. Una placa azul se dio a conocer en el Kenion St Music Building en Rochdale que se utilizaba para albergar a los estudios en septiembre de 2009 y Peter Hook hizo un concierto especial en Rochdale en ese día con Section 25 donando todo lo recaudado al Back Door Music Project, un proyecto de Rochdale para las personas interesadas en la música.
New Order se ha separado más de una vez, y Hook ha participado en otros proyectos. En 1995 realizó una gira con The Durutti Column. Ha grabado un álbum con la banda Revenge y dos Monaco (tanto como bajista, teclista y vocalista principal) con David Potts, el último de los cuales consiguió un éxito en la radio con "¿ What Do You Want From Me?" en 1997. Hook y Potts reformaron Monaco en dos ocasiones en 2007, con el baterista original de Paul Kehoe y el hijo de Hook Jack completando la alineación para dos conciertos en el Hard Rock Cafe de Mánchester en marzo y en el Teatro Ritz en octubre. El 4 de mayo de 2007, Hook anunció en XFM que él y el cantante/guitarrista de New Order Bernard Sumner ya no estaban trabajando juntos, explicando de manera efectiva el final de la banda; la banda más tarde negó la disolución. Luego tocó y grabó con una nueva banda llamada Freebass con los bajistas Mani (The Stone Roses) y Andy Rourke (ex-The Smiths).
También contribuyó a Satellite Party de Perry Farrell. Su bajo se puede escuchar en "Wish Upon a Dogstar" y "Kinky". Contribuyó con una línea de bajo distintiva en el sencillo "True to Form" de Hybrid, así como otra pista de su álbum Morning Sci-Fi, "Higher Than a Skyscraper", tocando en el escenario con ellos en varias fechas de su gira.
En noviembre de 2008 Hook tocó varias de canciones de Joy Division y de New Order en París, Bruselas, Oss y Krefeld con Section 25. Hook participó en "Dirty Thirty" y "Blunts & Robots", dos canciones del álbum de The Crystal Method, Divided by Night (2009). Hook recientemente compiló "The Hacienda Acid House Classics" como continuación de su original mezcla de "The Hacienda Classics" en 2006.
En 2009 publicó un libro llamado The Haçienda, en el que rememora la época, a principios de los 80, en la que el club de Mánchester con ese nombre se convirtió en la cuna del synthpop y afterpunk. El libro viene acompañado de un disco recopilatorio con canciones escogidas por el propio Hook.
Hook luego abrió un nuevo club en Mánchester, FAC 251 – The Factory, en febrero de 2010 cantando con su banda, The Light. El club está situado en las antiguas sedes de Factory Records en Manchester City Centre. El 18 de mayo de 2010, el 30 aniversario de la muerte de Ian Curtis, The Light interpretó una serie de canciones de Joy Division incluyendo todas las pistas de Unknown Pleasures.
En 2010, Hook también grabó y lanzó dos EPs con la compañía discográfica indie americana 24 Hour Service Station como Man Ray con el teclista de Freebass Phil Murphy. El primero, lanzado en abril y titulado "88 Summer", revisó los sonidos básicos de la discoteca Hacienda, con el dúo usando con una mezcla de clásicos sintetizadores y cajas de ritmos Roland para simular primeras vibraciones Acid House. "Tokyo Joe" vino en diciembre, mezclando la marca de sonido de graves de alta gama de Hook y el canto vocal del punk de la vieja escuela flexible con los sintetizadores clásicos de Murphy, guitarras y cajas de ritmos para producir una pista de baile indie con reminiscencias de la clásica New Order. La canción también fue utilizada como el tema de FAC 251 – The Factory.
En 2011, Peter Hook And The Light lanzaron "1102 2011 EP", cuatro versiones de las canciones de Joy Division, incluyendo la anteriormente no registrada "Pictures In My Mind". El EP toma su nombre de la fecha de grabación palindrómica del 11 de febrero de 2011 en Blueprint Studio, Salford. El vocalista de Happy Mondays Rowetta canta versiones de "Atmosphere", "New Dawn Fades" y "Insight". Hook canta "Pictures In My Mind", una canción de Joy Division inacabada descubierta en una demo desenterrada por la "sociedad pirata" de la banda a partir de una cinta de ensayo robada en 1977, situándola entre Warsaw y Unknown Pleasures. La melodía efervescente con toques punk se completó para esta aparición, y fue declarado "una buena adición al canon de Joy Division" por el DJ Mark Radcliffe, de BBC 6 Music.
En 2012, Hook lanzó un nuevo Programa de Maestría en Gestión y Promoción de la Industria de la Música en la Universidad de Central Lancashire, que comenzó en octubre de 2012. Proporciona una oportunidad para estudiar el negocio de la música a nivel de postgrado y obtener experiencia práctica de trabajar dentro de la industria. Los estudiantes combinarán sus estudios académicos con una colocación en una institución comercial de la industria de la música trabajando en proyectos del mundo real. El curso ofrece experiencia industrial que implicará trabajar en la sede de Factory 251 en Mánchester, proporcionando contacto con figuras significativas de la industria relacionados con esta empresa culturalmente importante. Hook fue galardonado con una beca de honor de la misma institución el 11 de julio de 2012.
El 29 de enero de 2013, Hook publicó "Unknown Pleasures: Inside Joy Division"; un relato autobiográfico de la breve existencia de la banda. Fue alabado por críticos y lectores por igual.

## Vida personal
En 1979, Hook fue interrogado como sospechoso en el caso Yorkshire Ripper. El calendario de gira de Joy Division coincidió con los movimientos de Peter Sutcliffe que dieron lugar a las sospechas de la policía. Tras los conciertos en Halifax, Huddersfield, Leeds y Mánchester, Hook fue interrogado y el baterista Stephen Morris fue arrestado.
Tiene dos hijos de su primera relación con Iris Bates. En 1994, se casó con la comediante Caroline Aherne pero el matrimonio se rompió en 1996. Posteriormente se casó con Rebecca, y tiene una hija con ella llamada Jessica.
En julio de 2012 Hook fue galardonado con una Beca de Honor de la Universidad de Central Lancashire durante la graduación de los estudiantes de arte creativo de la universidad.

## Representaciones en el cine
En la película 24 Hour Party People (2002) de Michael Winterbottom, que se centra en la discográfica Factory Records, Hook fue interpretado por el actor Ralf Little. En la película Control (2007) de Anton Corbijn, filme que se centra en la vida de Ian Curtis, Hook fue interpretado por el actor Joe Anderson.